# Emil Seelmann-Eggebert
Emil Paul Seelmann-Eggebert (* 25. Januar 1859 in Oschersleben; † 30. November 1915 in Bonn) war ein deutscher Bibliothekar, Philologe und Romanist.

## Leben
Emil Seelmann-Eggebert wurde 1859 als Sohn des Lohgerbermeisters Gotthelf Seelmann-Eggebert geboren und war der jüngere Bruder des Philologen Wilhelm Emil Seelmann-Eggebert (* 1849; † 1940). Nach der Volksschule in Oschersleben besuchte Seelmann-Eggebert das Gymnasium in Quedlinburg und studierte 1879 bis 1882 in Berlin und Bonn Lateinische und Romanische Philologie. 1884 wurde Seelmann-Eggebert in Bonn zum „Dr. phil.“ promoviert.
Seit 1881 war er als Bibliothekar in Bonn tätig. Er wechselte 1885 nach Göttingen, 1888 nach Breslau und 1891 nach Halle an der Saale. Seit 1892 arbeitete der Philologe als Bibliothekar und Oberbibliothekar an der Universitätsbibliothek in Bonn. Der Akademisch-Neuphilologische Verein Bonn, eine fachwissenschaftliche Studentenverbindung des Weimarer Kartellverbandes, ernannte ihn zum Ehrenmitglied.
Er führte die neuzeitliche Phonetik (Lautphysiologie) in die Klassische Philologie ein und machte sich um die Erforschung der altwallonischen Poesie und altfranzösischen Epik verdient. Bekanntheit erhielt seine Entdeckung wallonisierter Sachsen in den Ardennen, deren Vorfahren Karl der Große dorthin verpflanzt hatte. Emil Seelmann-Eggebert redigierte seit 1892 die Kritischen Jahresberichte über die Fortschritte der romanischen Philologie und war seit 1909 im Begriff, Werke über altfranzösische Epik, Roland-, Hakelberend-, Haimon- und Hubertussagen zu veröffentlichen.

## Werke
- Wesen und Grundsätze der lateinischen Accentuation, 1884
- Aussprache des Lateinischen nach physiologisch-historischen Grundsätzen, 1885
- Bibliothek des altfranzösischen Rolandliedes, 1888 (Reprint 1969)
- Wiederauffindung der von Karl dem Grossen deportirten Sachsen, 1895
- Die Wiederauffindung der von Karl dem Grossen deportirten Sachsen, in: Jahrbuch für niederdeutsche Sprache 50, 1924, S. 45–55